# 65.ª Divisão de Infantaria (Alemanha)
A 65ª Divisão de Infantaria (em alemão:65. Infanterie-Division) foi uma unidade militar que serviu no Exército alemão durante a Segunda Guerra Mundial.

## Comandantes
| Comandante                                      | Data                                        |
| ----------------------------------------------- | ------------------------------------------- |
| Generalleutnant Hans Bömers                     | 10 de julho de 1942 - 1 de janeiro de 1943  |
| Generalleutnant Wilhelm Rupprecht               | 1 de janeiro de 1943 - 31 de maio de 1943   |
| Generalleutnant Gustav Heisterman von Ziehlberg | 31 de maio de 1943 - 1 de dezembro de 1943  |
| Generalleutnant Hellmuth Pfeiffer               | 1 de dezembro de 1943 - 22 de abril de 1945 |

## Oficiais de operações
| Oberstleutnant Klaus vom dem Knesebeck | 1 de julho de 1943 - 30 de agosto de 1944 |
| Oberstleutnant Werner Habedanck        | 5 de setembro de 1944 - 1945              |

## Área de operações
| Países Baixos | julho de 1942 - agosto de 1943 |
| Itália        | agosto de 1943 - abril de 1945 |